# Clelio Campolina Diniz
Clelio Campolina Diniz (Esmeraldas, 11 de abril de 1942) é um engenheiro mecânico brasileiro.
É graduado em engenharia mecânica pela Pontifícia Universidade Católica de Minas Gerais (1970), graduado em Engenharia de Operação pela Pontifícia Universidade Católica de Minas Gerais (1967), especializado em Desarollo y Planificación pelo Instituto Latinoamericano de Planificacion Económica y Social que é uma divisão da Comissão Econômica para a América Latina e o Caribe (1971), mestrado em ciência econômica pela Universidade Estadual de Campinas (1978), doutorado em ciência econômica pela Universidade Estadual de Campinas (1987) e pós-doutorado pela Universidade Rutgers (1991).
É ex-reitor da Universidade Federal de Minas Gerais e foi convidado por Dilma Rousseff a ocupar o Ministério de Ciência e Tecnologia em 13 março de 2014. No segundo mandato de Dilma, Clelio foi substituído por Aldo Rebelo, ex-ministro dos Esportes.
No dia 12 de maio de 2015 recebeu o prêmio Bom Exemplo. O referido prêmio valoriza ações e trajetórias em cidadania, cultura, educação, esporte, inovação e meio ambiente e destaca a personalidade do ano. A iniciativa é uma parceria entre TV Globo Minas, Fundação Dom Cabral, Federação das Indústrias do Estado de Minas Gerais (Fiemg) e jornal O Tempo.